# Культ Чаки
«Культ Чаки» (англ. Cult of Chucky) — американский слэшер 2017 года режиссёра Дона Манчини. Седьмой фильм серии о кукле-убийце Чаки, которого вновь озвучил Брэд Дуриф. Также в ролях: Фиона Дуриф, Алекс Винсент и Дженнифер Тилли.
Съёмки начались в Виннипеге, Канада, в январе 2017 года. Фильм был выпущен с дополнительной безрейтинговой версией, которая распространяется Universal Pictures Home Entertainment через Blu-ray, DVD и VOD с 3 октября 2017 года. Его премьера состоялась на Лондонском кинофестивале 24 августа.

## Сюжет
Через четыре года после событий «Проклятия Чаки», дома у повзрослевшего Энди Барклая находится голова оригинального Чаки, которая до сих пор в сознании и значительно повреждена после пыток со стороны Энди в качестве возмездия за его преступления. Ника Пирс провела последние четыре года в психиатрическом учреждении после того, как была подставлена Чаки в убийстве её семьи. После интенсивной терапии, она теперь считает, что сама ответственна за убийства и что Чаки был просто проявлением её психоза.
Ника становится частью регулярной групповой терапии, которая состоит из Малкольма, мужчины с размножением личности; Анжелы, которая считает, что она мертва; Клер, женщины, которая сожгла свой дом; и Мадлен, которая задушила своего малолетнего сына. Доктор Фоли вводит новую методику терапии, которая включает в себя куклу «Хорошего парня». Большинство пациентов недовольны куклой, за исключением Мадлен, которая относится к ней, как к своему ребёнку.
Нику посещает Тиффани, законный опекун её племянницы, Элис. Тиффани рассказывает, что Элис умерла, и оставляет ей куклу «Хорошего парня», которая, как она утверждает, была подарком от Элис. В ту же ночь, Чаки пробуждается и обнаруживает, что Ника пыталась покончить с собой. На следующее утро, Ника обнаруживает, что её запястья были зашиты, а также оставлено сообщение: «Не так быстро.» Она обнаруживает труп Анжелы и надпись «Чаки сделал это» её кровью. Поняв, что Валентайн — фамилия подруги Чарльза Ли Рэя, Ника начинает считать, что Чаки существует. Полагая, что Мадлен в опасности, Ника и Малкольм пытаются предупредить её. Однако Мадлен бросает куклу и Малкольма в пустую могилу. Санитары спасают Малкольма, но подразумевается, что Чаки переселил свою душу в его тело. Чаки убивает Клер. Энди узнаёт об убийствах и понимает, что Чаки каким-то образом сумел перенести свою душу в несколько тел сразу.
Во время сеанса у Фоли, Ника соглашается подвергнуться гипнозу, чтобы восстановить любые подавленные воспоминания о её причастности к убийствам. Во время гипноза выясняется, что Фоли изнасиловал Нику. Затем Чаки нападает на Фоли сзади. Фоли считает, что именно Ника напала на него, но готов молчать, чтобы шантажировать её за сексуальные услуги. Мадлен душит куклу подушкой, заставляя её представить смерть своего ребёнка. Санитары прячут куклу.
Энди составляет план по завершению бойни и попадает в клинику, якобы как пациент. Он совершает нападение на одного из охранников. Фоли получает пакет. В нём — ещё одна кукла «Хорошего парня». Мадлен посещает свою куклу, которая поднялась из могилы, и позволяет ей убить себя, чтобы женщина, наконец, смогла быть вместе со своим ребёнком. Фоли идёт к Нике, но его вырубает одна из кукол Чаки. Три Чаки узнают, что оригинальный Чаки нашёл заклинание Вуду в Интернете, что позволило ему разделить свою душу на несколько тел. Элис была одним из его хозяев, но была убита.
Тиффани возвращается и убивает охранника. Один из Чаки передаёт свою душу Нике, из-за чего она снова может ходить. Она убивает Фоли и натыкается на Малкольма, который был убит Чаки Мадлен. Коротковолосый Чаки атакует Энди, но Энди бьёт его в грудь и достаёт пистолет, который спрятал. Он стреляет в куклу и убивает её. Затем пытается убить Нику, но у него кончаются патроны. Клинику блокируют, Энди запирается в своей камере, а Ника сбегает. Ника воссоединяется с Тиффани, и они уезжают вместе с куклой Тиффани, которая также оказывается живой.
В сцене после титров, бывшая приёмная сестра Энди Кайл входит в дом Энди, чтобы продолжать пытать оригинальную голову Чаки.

## В ролях
| Актёр                 | Роль              |
| --------------------- | ----------------- |
| Фиона Дуриф           | Ника Пирс         |
| Алекс Винсент         | Энди Барклай      |
| Брэд Дуриф            | Чаки              |
| Майкл Терриоль        | доктор Фоли       |
| Адам Хёртиг           | Малкольм / Майкл  |
| Элизабет Розен        | Мадлен            |
| Грэйс Линн Кунг       | Клэр              |
| Марина Стивенсон Керр | Анджела           |
| Зак Сантьяго          | медбрат Карлос    |
| Али Татарин           | медсестра Эшли    |
| Дженнифер Тилли       | Тиффани Валентайн |
| Саммер Х. Хауэлл      | Элис Пирс         |
| Кристин Элиз          | Кайл              |
| Линден Порко          | тело двух Чаки    |

## Критика
Фильм получил в целом положительные отзывы кинокритиков. На сайте Rotten Tomatoes фильм имеет рейтинг 77 % на основе 22 рецензий со средним баллом 5,96 из 10. На сайте Metacritic фильм имеет оценку 69 из 100 на основе 5 рецензий критиков, что соответствует статусу «в целом положительные отзывы».